# Françoise Bette
Pour les articles homonymes, voir Bette.
Ne doit pas être confondu avec Françoise de Bette.
Françoise Bette est une actrice belge née à Ath (Province de Hainaut, Belgique) le 13 juin 1947 et morte le 3 mars 2006 à Montreuil (Seine-Saint-Denis, France).
Elle joua dans de très nombreuses pièces de théâtre, notamment dans Catherine, d'après Les Cloches de Bâle (mise en scène d'Antoine Vitez), Oncle Vania d'Anton Tchekhov (mise en scène de Jean-Pierre Miquel), Credo d'Enzo Cormann (mise en scène de Jean-Paul Wenzel), Arromanches de Daniel Besnehard (mise en scène de Claude Yersin), Le Baladin du monde occidental de John Millington Synge (mise en scène de Philippe Adrien), L'Inondation d'Ievgueni Zamiatine (mise en scène de Jeanne Champagne), Roberto Zucco de Bernard-Marie Koltès (mise en scène de Jean-Louis Martinelli).
Françoise Bette a enseigné et dirigé des ateliers à l'école du Théâtre national de Bretagne, à l'école supérieure d'art dramatique du Théâtre national de Strasbourg, à l'école d'art dramatique de Montpellier et au Nouveau théâtre d'Angers.

## Filmographie
- 1974 : Verdict d'André Cayatte
- 1976 : La Poupée sanglante de Marcel Cravenne TV
- 1977 : L'une chante, l'autre pas d'Agnès Varda
- 1978 : L'Adolescente de Jeanne Moreau
- 1979 : I... comme Icare d'Henri Verneuil
- 1981 : Nous te mari-e-rons de Jacques Fansten TV
- 1982 : Hiver 60 de Thierry Michel
- 1986 : Conseil de famille de Costa-Gavras
- 1987 : Attention bandits ! de Claude Lelouch
- 1989- 1990 : Tribunal : Me Odile Berger
- 1990 : Un été après l'autre d'Anne-Marie Étienne
- 1993 : Sans doute les années qui passent de Dominique Déhan
- 1999 : Ça commence aujourd'hui de Bertrand Tavernier
- 2000 : Selon Matthieu de Xavier Beauvois
- 2001 : Une hirondelle a fait le printemps de Christian Carion
- 2002 : Laissez-passer de Bertrand Tavernier

## Théâtre
- 1975 : Catherine d'après le roman d'Aragon Les Cloches de Bâle, mise en scène Antoine Vitez, Festival d'Avignon, Théâtre des Quartiers d'Ivry, Centre dramatique national de Nanterre, tournée
- 1977 : Oncle Vania d'Anton Tchekhov, mise en scène de Jean-Pierre Miquel, Théâtre national de l'Odéon
- 1979 : Hedda Gabler d'Henrik Ibsen, mise en scène Jean-Pierre Miquel, Comédie de Reims, Nouveau Théâtre de Nice

- 1982 : Hedda Gabler d'Henrik Ibsen, mise en scène Jean-Pierre Miquel, Théâtre national de l'Odéon
- 1986 : Arromanches de Daniel Besnehard, mise en scène Claude Yersin, Nouveau théâtre d'Angers
- 1988 : Par les villages de Peter Handke, mise en scène Jean-Claude Fall, Théâtre de la Bastille

- 1992 : Le Théâtre ambulant Chopalovitch de Lioubomir Simovitch, mise en scène Jean-Paul Wenzel, La Coursive La Rochelle, Théâtre de la Ville
- 1993 : Terres mortes de Franz Xaver Kroetz, mise en scène Daniel Girard, Théâtre national de la Colline, Théâtre des Treize Vents, Nouveau Théâtre d'Angers
- 1994 : L'Enfant d'Obock de Daniel Besnehard, mise en scène Claude Yersin, Nouveau théâtre d'Angers, Les Gémeaux
- 1994 : Les Bonnes Ménagères de Carlo Goldoni, mise en scène Claude Yersin, Les Gémeaux, Nouveau théâtre d'Angers
- 1995 : Roberto Zucco de Bernard-Marie Koltès, mise en scène Jean-Louis Martinelli, Théâtre national de Strasbourg
- 1996 : Roberto Zucco de Bernard-Marie Koltès, mise en scène Jean-Louis Martinelli, Théâtre Nanterre-Amandiers
- 1999 : La Seconde Madame Tanqueray d'après Arthur Wing Pinero, mise en scène Sandrine Anglade, Musée d'Orsay

- 2000 : La Vie de Galilée de Bertolt Brecht, mise en scène Jacques Lassalle, Théâtre National de la Colline, Théâtre de la Croix-Rousse